# 1883 (сериал)
«1883» — американский сериал 2021 года в жанре вестерн, приквел сериалов «Йеллоустон» и «1923». Главные роли в нём сыграли Изабель Мэй, Сэм Эллиотт, Тим Макгро и Фейт Хилл. Сериал был высоко оценён критиками, номинирован на премию «Эмми» в трёх категориях и на Премию Гильдии сценаристов США. Сэм Эллиотт получил Премию Гильдии киноактёров США.

## Сюжет
Действие сериала происходит в 1883 году. Главные герои — члены семьи Даттонов, которые вместе с караваном немецких переселенцев, охраняемым агентами Пинкертонов, направляются через Великие равнины на Запад. В пути происходят столкновения с индейцами и бандитами, закадровый голос время от времени произносит монологи о борьбе цивилизации с дикостью. На фоне масштабной картины освоения континента показана история взросления 17-летней Эльзы Даттон.

## В ролях
- Сэм Эллиотт — Шей Бреннан, нанятый агентством Пинкертона и возглавляющий экспедицию
- Гаррет Ла Моника — Томас, чёрный агент Пикертонов
- Тим Макгроу — Джеймс Даттон, прадед Джона Даттона из Йеллоустона
- Фейт Хилл — Маргарет Даттон, прабабушка Джона Даттона из Йеллоустона
- Изабель Мэй — Эльза Даттон, их 17-летняя дочь, рассказчица
- Дон Оливьери — Клэр Даттон, овдовевшая сестра Джеймса Даттона
- Эмма Малуф — Мари Абель Даттон, её дочь
- Том Хэнкс — генерал Джордж Гордон Мид
- Билли Боб Торнтон — маршал Джим Кортрайт
- Тейлор Шеридан — Чарли Гуднайт, рейнджер и охотник за головами
- Джеймс Лэндри Хеберт — старший ковбой Уэйд
- Ноа Легро — ковбой Коултон
- Эрик Нельсен — ковбой Эннис
- Грэм Грин — Пятнистый Орёл, вождь кроу
- Мартин Сенсмайер — воин-команч
- Джеймс Джордан — повар с поезда
- Марк Рисман — Йозеф, немецкий мигрант
- Анна Фиамора — Райза, его невеста
- Рита Уилсон — Кэролин
- Гратиела Бранкузи — Ноэми, вдова-цыганка

## Список эпизодов
| № общий | № в сезоне | Название                                            | Режиссёр       | Автор сценария | Дата премьеры   |
| ------- | ---------- | --------------------------------------------------- | -------------- | -------------- | --------------- |
| 1       | 1          | «1883» «1883»                                       | Тейлор Шеридан | Тейлор Шеридан | 19 декабря 2021 |
| 2       | 2          | «Позади нас обрыв» «Behind Us, A Cliff»             | Бен Ричардсон  | Тейлор Шеридан | 19 декабря 2021 |
| 3       | 3          | «Река» «River»                                      | Кристина Ворос | Тейлор Шеридан | 26 декабря 2021 |
| 4       | 4          | «Переправа» «The Crossing»                          | Кристина Ворос | Тейлор Шеридан | 9 января 2022   |
| 5       | 5          | «Клыки свободы» «The Fangs of Freedom»              | Кристина Ворос | Тейлор Шеридан | 16 января 2022  |
| 6       | 6          | «Скучный дьявол» «Boring The Devil»                 | Бен Ричардсон  | Тейлор Шеридан | 30 января 2022  |
| 7       | 7          | «Молниеносно-желтые волосы» «Lightning Yellow Hair» | Кристина Ворос | Тейлор Шеридан | 6 февраля 2022  |
| 8       | 8          | «Плач капитуляции» «The Weep of Surrender»          | Бен Ричардсон  | Тейлор Шеридан | 13 февраля 2022 |
| 9       | 9          | «Мчащиеся облака» «Racing Clouds»                   | Бен Ричардсон  | Тейлор Шеридан | 20 февраля 2022 |
| 10      | 10         | «Это не твой рай» «This Is Not Your Heaven»         | Бен Ричардсон  | Тейлор Шеридан | 27 февраля 2022 |

## Создание и оценки
Режиссёром и сценаристом сериала стал Тейлор Шеридан, создатель «Йеллоустона», сыгравший эпизодическую роль рейнджера. Главную роль по требованию Шеридана получила Изабель Мэй, причём это произошло ещё до того, как был дописан сценарий. В августе 2021 года к проекту присоединились Тим Макгро, Фейт Хилл, Сэм Эллиотт и Ламоника Гарретт, в сентябре — Билли Боб Торнтон, Грэм Грин и Том Хэнкс в качестве приглашённых звезд.
Съёмки проходили в 2021—2022 годах в Техасе и Монтане. На съёмочной площадке был построен полноценный город с 26 зданиями, использовались сельские местности в Техасе и настоящие ранчо. Известно, что Шеридан стремился к максимальной аутентичности: например, актрисы не пользовались косметикой и не брили подмышки. Бюджет сериала составил 175 миллионов долларов, но в итоге авторы уложились в 169 миллионов.
Премьера шоу состоялась 19 декабря 2021 года на Paramount+. 8 ноября вышел первый трейлер, 3 декабря — финальный.
На сайте-агрегаторе отзывов Rotten Tomatoes сериал получил рейтинг 89 % со средней оценкой 7,5 из 10. Рецензенты с этого ресурса предположили, что сюжет «1883» может показаться слишком сложным для вестерна. На сайте Metacritic шоу получило 69 баллов из 100, что указывает на «в целом благоприятные отзывы». «1883» был номинирован на премию «Эмми» в трёх категориях и на Премию Гильдии сценаристов США, Сэм Эллиотт получил Премию Гильдии киноактёров США.
Обозреватель «Кинорепортёра» Алексей Комаров отметил, что сериал «умело балансирует на грани умеренной старомодности и актуальности» в том, что касается главных героев: ковбои здесь показаны в классическом духе, как брутальные персонажи, но при этом в центре повествования стоит сильная женщина, представители разных национальностей и рас мирно уживаются друг с другом.